# مركز عذفاء
مركز عذفاء هو مركز إداري يتبع مدينة سكاكا في منطقة الجوف في المملكة العربية السعودية. وفقاً لإحصاء سنة 2010 بلغ عدد سكان المركز 425 سعوديا و70 غير سعودي.

## المصدر
- دليل الخدمات: منطقة الجوف. مصلحة الإحصاءات العامة والمعلومات، المملكة العربية السعودية.